# Paltin (gmina)
Paltin – gmina w Rumunii, w okręgu Vrancea. Obejmuje miejscowości Ghebari, Paltin, Prahuda, Țepa i Vâlcani. W 2011 roku liczyła 1816 mieszkańców.